# Graham Allen
Pour les articles homonymes, voir Allen.
Graham William Allen (né le 11 janvier 1953) est un homme politique du parti travailliste britannique, qui est député de Nottingham North de 1987 à 2017.

## Jeunesse
Né en 1953 à Aspley, Nottingham, il fait ses études à l'école primaire locale Robert Shaw et au lycée Forest Fields à Forest Fields . Il est diplômé de la City of London Polytechnic et reçoit une maîtrise de l'Université de Leeds.
Il rejoint le Parti travailliste en 1971 tout en travaillant comme ouvrier d'Entrepôt. Il travaille de 1978 à 1983 comme permanent du parti travailliste . En 1982, il est élu conseiller du Borough londonien de Tower Hamlets, jusqu'en 1986. Il est officier du gouvernement local au Greater London Council entre 1983 et 1984, avant de travailler pour le mouvement syndical, de diriger les premiers scrutins de fonds politiques, puis avec le GMB jusqu'à son élection en 1987.

## Carrière parlementaire
Allen est élu député travailliste de la circonscription de Nottingham North aux élections générales de 1987, remportant le siège du conservateur Richard Ottaway avec une majorité de 1 665 voix . Sa majorité aux élections générales de 2010 est de 8 138 voix .
Après avoir aidé à organiser la campagne à la direction de Tony Blair, Allen reçoit une série de portefeuilles fantômes, notamment la sécurité sociale, les transports et l'environnement . Après l'arrivée au pouvoir du Parti travailliste aux élections générales de 1997, Allen devient whip du gouvernement jusqu'après les élections générales de 2001, lorsqu'il revient à l'arrière-ban.
Allen est libéré par son passage à l'arrière-ban, ce qui lui permet de s'exprimer publiquement sur les quelques éléments de la politique gouvernementale auxquels il s'oppose. Allen prend position contre la Guerre d'Irak et, avec son collaborateur de circonscription, Ian Murphy, il est à l'avant-garde d'une campagne réussie pour rappeler le Parlement en septembre 2002, tentant d'organiser un rappel non officiel si la Chambre ne siégeait pas officiellement .
Allen siège à un certain nombre de comités parlementaires spéciaux et est président du comité spécial de la réforme politique et constitutionnelle de la Chambre des communes de 2010 à 2015. Il est également membre du comité du président de la commission électorale.
Allen est un ardent défenseur de l'intervention précoce dans les problèmes sociaux. Il écrit «Intervention précoce, bons parents, grands enfants, meilleurs citoyens» avec Iain Duncan Smith en 2009 . Il rédige deux rapports pour le gouvernement sur le sujet en 2011.
Allen est un patron de Humanists UK (anciennement British Humanist Association) et fait campagne contre les écoles confessionnelles au Royaume-Uni . Il est associé honoraire de la National Secular Society .
Allen annonce qu'il se retirerait aux élections générales de 2017 en raison de problèmes de santé .

### Réforme démocratique
Allen est un partisan de la réforme démocratique  et soutient le gouvernement local indépendant, une certaine représentation proportionnelle et une Chambre des lords entièrement élue. Il présente un projet de loi appelant à une constitution écrite au Royaume-Uni.
En 1995, il écrit «Reinventing Democracy»  et en novembre 2002, il publie Le dernier premier ministre: être honnête à propos de la présidence britannique affirmant que le Royaume-Uni a effectivement une présidence. Il fait valoir que le Premier ministre (ou «président», comme il appelle le poste tout au long du livre) doit être élu directement et séparément afin de mieux séparer les pouvoirs.
Allen développe cela en 2019, lorsqu'il lance des plans pour une convention des citoyens sur la démocratie britannique avec le soutien de députés de plusieurs partis, dont Vince Cable, David Davis, Dominic Grieve, Caroline Lucas et Tom Watson. La Convention vise à impliquer des millions de personnes dans un processus de recommandation de changements pour améliorer la démocratie.
La Convention devrait se réunir en 2020 et se poursuivre jusqu'à la fin de 2021 .